# Keroplatidae
Keroplatidae zijn een familie uit de orde van de tweevleugeligen (Diptera), onderorde muggen (Nematocera). Wereldwijd omvat deze familie zo'n 90 genera en 993 soorten.

## Taxonomie
De volgende taxa worden bij de familie ingedeeld:
- Onderfamilie incertae sedis
  - Geslacht Necromyza Scudder, 1895
- Onderfamilie Arachnocampinae
  - Geslacht Arachnocampa
- Onderfamilie Keroplatinae
  - Tribus Keroplatini
    - Geslacht Afrokeroplatus
    - Geslacht Amerikeroplatus
    - Geslacht Asiokeroplatus
    - Geslacht Bisubcosta
    - Geslacht Cerotelion
    - Geslacht Ctenoceridion
    - Geslacht Duretina
    - Geslacht Euceroplatus
    - Geslacht Heteropterna
    - Geslacht Hikanoptilon
    - Geslacht Keroplatus
    - Geslacht Mallochinus
    - Geslacht Microkeroplatus
    - Geslacht Nauarchia
    - Geslacht Neoceroplatus
    - Geslacht Paracerotelion
    - Geslacht Placoceratias
    - Geslacht Platyroptilon
    - Geslacht Pseudochetoneura
    - Geslacht Rocetelion
    - Geslacht Setostylus
    - Geslacht Tergostylus
    - Geslacht Terocelion
    - Geslacht Tolletia
    - Geslacht Xenokeroplatus

  - Tribus Orfeliini
    - Geslacht Antlemon
    - Geslacht Antriadophila
    - Geslacht Apyrtula
    - Geslacht Asindulum
    - Geslacht Asynaphleba
    - Geslacht Burmacrocera
    - Geslacht Chetoneura
    - Geslacht Cloeophoromyia
    - Geslacht Dimorphelia
    - Geslacht Dolichodactyla
    - Geslacht Isoneuromyia
    - Geslacht Kibaleana
    - Geslacht Lapyruta
    - Geslacht Laurypta
    - Geslacht Lutarpya
    - Geslacht Lutarpyella
    - Geslacht Lyprauta
    - Geslacht Maborfelia
    - Geslacht Macrorrhyncha
    - Geslacht Micrapemon Edwards, 1925
      - Micrapemon majusculum (Edwards, 1940)
      - Micrapemon maya Huerta, 2019
      - Micrapemon parvum (Williston, 1896)

    - Geslacht Monocentrota
    - Geslacht Neoantlemon
    - Geslacht Neoditomyia
    - Geslacht Neoplatyura
    - Geslacht Nicholsonomyia
    - Geslacht Orfelia
    - Geslacht Palaeoasindulum
    - Geslacht Paleoplatyura
    - Geslacht Planarivora
    - Geslacht Platyceridion
    - Geslacht Platyura
    - Geslacht Plautyra
    - Geslacht Proapemon †
    - Geslacht Proceroplatus
    - Geslacht Pseudoplatyura
    - Geslacht Pyratula
    - Geslacht Pyrtaula
    - Geslacht Pyrtulina
    - Geslacht Ralytupa
    - Geslacht Rhynchoplatyura
    - Geslacht Rhynchorfelia
    - Geslacht Rofelia
    - Geslacht Rutylapa
    - Geslacht Rypatula
    - Geslacht Schizocyttara
    - Geslacht Tamborinea
    - Geslacht Taulyrpa
    - Geslacht Trigemma
    - Geslacht Truplaya 
    - Geslacht Tylparua
    - Geslacht Urytalpa
    - Geslacht Vastaplatyura
    - Geslacht Xenoplatyura
- Onderfamilie Lygistorrhininae
  - Geslacht Archaeognoriste †
  - Geslacht Asiorrhina
  - Geslacht Blagorrhina
  - Geslacht Gracillorrhina
  - Geslacht Indorrhina †
  - Geslacht Labellorrhina
  - Geslacht Lebanognoriste †
  - Geslacht Leptognoriste †
  - Geslacht Loyugesa
  - Geslacht Lygistorrhina
  - Geslacht Matileola
  - Geslacht Palaeognoriste †
  - Geslacht Parisognoriste †
  - Geslacht Plesiognoriste †
  - Geslacht Protognoriste †
  - Geslacht Seguyola
- Onderfamilie Macrocerinae
  - Geslacht Hegalari
  - Geslacht Schlueterimyia
  - Tribus Macrocerini
    - Geslacht Angazidzia
    - Geslacht Chiasmoneura
    - Geslacht Chiasmoneurella
    - Geslacht Fenderomyia
    - Geslacht Hesperodes
    - Geslacht Macrocera
    - Geslacht Micromacrocera
    - Geslacht Paramacrocera
    - Geslacht Vockerothia

  - Tribus Robsonomyiini
    - Geslacht Calusamyia
    - Geslacht Kelneria
    - Geslacht Langkawiana
    - Geslacht Micrepimera
    - Geslacht Robsonomyia
    - Geslacht Srilankana
- Onderfamilie Sciarokeroplatinae
  - Geslacht Sciarokeroplatus

## In Nederland waargenomen soorten
- Genus: Asindulum
  - Asindulum nigrum
- Genus: Cerotelion
  - Cerotelion striatum
- Genus: Isoneuromyia
  - Isoneuromyia semirufa
- Genus: Keroplatus
  - Keroplatus reaumurii
  - Keroplatus testaceus
  - Keroplatus tipuloides
- Genus: Macrocera
  - Macrocera angulata
  - Macrocera centralis
  - Macrocera fasciata
  - Macrocera fascipennis
  - Macrocera inversa
  - Macrocera lutea
  - Macrocera phalerata
  - Macrocera stigma
  - Macrocera stigmoides
  - Macrocera tusca
  - Macrocera vittata
- Genus: Macrorrhyncha
  - Macrorrhyncha flava
- Genus: Monocentrota
  - Monocentrota lundstroemi
- Genus: Neoplatyura
  - Neoplatyura flava
  - Neoplatyura modesta
  - Neoplatyura nigricauda
- Genus: Orfelia
  - Orfelia basalis
  - Orfelia bicolor
  - Orfelia discoloria
  - Orfelia fasciata
  - Orfelia nemoralis
  - Orfelia nigricornis
- Genus: Platyura
  - Platyura marginata
- Genus: Pyratula
  - Pyratula zonata
- Genus: Urytalpa
  - Urytalpa macrocera
  - Urytalpa ochracea